# Richard Chase
Pour les articles homonymes, voir Chase.
Richard Trenton Chase (23 mai 1950 – 26 décembre 1980) est un tueur en série américain qui tua six personnes en Californie. Il était surnommé le « Vampire de Sacramento » car il buvait le sang de ses victimes et se livrait à des actes de cannibalisme.

## Enfance
Chase se décrit comme ayant été abusé par sa mère. Dès l’âge de 10 ans, il montrait les symptômes de la triade Macdonald (triade de la sociopathie) : énurésie nocturne, pyromanie et cruauté envers des animaux. Ces allégations furent cependant remises en cause plus tard. Durant son adolescence, il était alcoolique et toxicomane. Il souffrait aussi de troubles de l’érection, dus à « des problèmes psychologiques causés par une colère refoulée », selon son thérapeute à cette époque.

## Jeune adulte
Chase était scout, louveton. Il jouait du baseball. Il a été diplômé de la High School. Ses parents lui offrirent une voiture. Chase alla à l'université. Il devint également conducteur de bus pour enfants handicapés. Il développa une hypocondrie en rapetissant. Il se plaignait souvent que son cœur « s’arrêtait de battre » et que « quelqu'un lui avait volé ses artères pulmonaires ». Il a été retrouvé dans ses écrits "Des voix me disent ; je suis un ordinateur et ces voix viennent du futur".Il se serait aussi souvent mis des oranges sur la tête, croyant que la vitamine C serait absorbée par son cerveau par diffusion. (Moins utopique de nos jours, la bioacoustique végétale est l'enregistrement et l'étude des émissions et réceptions (active ou passive) d'ondes sonores par des végétaux terrestres ou aquatiques). Il croyait aussi que ses os crâniens s’étaient séparés et qu’ils bougeaient autour de sa tête, il se rasait donc la tête pour pouvoir en observer les mouvements. Après avoir quitté la maison de sa mère, croyant qu’elle voulait l’empoisonner, Chase loua un appartement avec des amis. Dès qu’il y emménagea, il condamna la porte de sa chambre et fit une « sortie de secours » dans le mur de ses toilettes afin que « personne ne puisse s’approcher sans être repéré ». Ses colocataires se plaignaient qu’il était constamment sous les effets de marijuana, de LSD et d’alcool. Chase se serait aussi souvent baladé nu dans l’appartement, même lorsqu’il y avait du monde. Ses colocataires demandèrent qu’il parte. Il refusa, ce sont donc ses colocataires qui s’en allèrent.
Une fois seul dans l’appartement, il commença à capturer, tuer et éventrer toutes sortes d’animaux. Il les aurait ensuite dévorés crus, mélangeant parfois les organes crus avec du Coca-Cola avant de boire le mélange comme un milkshake. Chase croyait que cela évitait que son cœur ne s’atrophie.

## Placement
En 1975, Chase fut placé contre son gré dans un institut psychiatrique après qu’il se fut empoisonné le sang. Il s’était injecté du sang de lapin dans les veines. Il partageait souvent ses théories fantaisistes sur les tueries de lapin avec l’équipe médicale. Une fois, il fut retrouvé avec du sang autour de la bouche. Chase dit « je me suis coupé en me rasant », mais l’hôpital découvrit qu’il avait bu du sang d’oiseaux. Il avait jeté les corps des oiseaux par la fenêtre. L’équipe médicale commença à l’appeler « Dracula ». Il y avait des discussions pour savoir si Chase était schizophrène ou si sa consommation de drogue avait entraîné une psychose.
Après avoir subi une batterie de traitements à base de psychotropes, Chase fut considéré ne plus être un danger pour la société. Il fut relâché en 1976 et confié à sa mère. Sa mère décida toute seule qu’il n’avait plus besoin de son traitement anti-psychotique, partant du principe que cela avait fait de son fils « un zombie ». Elle le sevra et le ramena dans son appartement. Plus tard, les investigations révélèrent que courant 1977 Chase fut stoppé par un Natif dans la réserve du lac Tahoe, puis arrêté. Il conduisait un camion contenant des armes et un seau de sang et portait un maillot imbibé de sang. Il réussit à le persuader qu’il y avait un malentendu et que cela provenait d’un animal qu’il avait chassé. Aucune charge ne fut retenue.

## Meurtres et autres crimes
Le 29 décembre 1977, Chase tua sa première victime, Ambrose Griffin, ingénieur de 51 ans et père de deux enfants. Après la fusillade, un des fils de Griffin déclara avoir vu un voisin rôder avec une carabine de calibre .22. L’arme du voisin fut saisie mais l’analyse balistique démontra que ce n’était pas l’arme du meurtre. Le 11 janvier 1978, Chase demanda une cigarette à sa voisine avant de l’obliger à lui donner le paquet entier. Deux semaines plus tard, il essaya d’entrer dans la maison d’une autre femme mais renonça, les portes étant fermées. Chase déclara plus tard aux enquêteurs qu’il considérait qu’une porte fermée signifiait qu’il n’était pas invité et qu’une porte ouverte était un signe de bienvenue. Plus tard, un couple le poursuivit car il leur avait volé des biens et avait uriné et déféqué dans leurs lits et sur leurs vêtements.
La victime suivante de Chase fut Teresa Wallin. Celle-ci fut surprise par Chase dans sa maison alors qu’elle était enceinte de trois mois. Chase lui tira dessus trois fois, ce qui lui fut fatal. Il se livra ensuite à diverses mutilations sur son cadavre, l'éventrant et découpant plusieurs organes, dont les reins qu'il alla poser sur le lit de la victime, avant de revenir avec un pot de yaourt pour mieux boire son sang, et déféquer finalement dans sa bouche. Le 23 janvier 1978, deux jours après avoir tué Teresa Wallin, Chase acheta deux animaux à un de ses voisins. Il les tua et but leur sang. Le 27 janvier, Chase commit ses derniers meurtres. Lorsqu’il entra dans la maison d’Evelyn Miroth, 38 ans, il croisa l’ami de celle-ci, Danny Meredith, qu’il abattit avec une arme de calibre .22. Il vola le portefeuille et les clés de voiture de Meredith avant de tuer Evelyn Miroth, son fils de six ans, Jason, ainsi que le neveu de celle-ci, David âgé de 22 mois. Il se livra comme pour Teresa Wallin à des actes de nécrophilie et de cannibalisme sur le corps de Miroth. Une fillette de 6 ans qui avait rendez vous avec Jason Miroth frappa à la porte. Elle surprit alors Chase qui quitta la scène du crime en utilisant la voiture de Meredith, emportant le corps de David avec lui. La fillette appela un voisin qui alerta la police. Une fois sur place, la police s’aperçut que Chase avait laissé des empreintes parfaites de ses mains et de ses chaussures dans le sang d’Evelyn. Chase retourna à sa maison où il but le sang de David et mangea plusieurs de ses organes internes (dont le cerveau) avant de laisser le corps dans une église proche.

## Événements ultérieurs
Lorsque les policiers pénétrèrent dans la résidence de Chase, ils s’aperçurent qu’il n’avait pas cherché à cacher ses crimes, il y avait des traces de sang tout autour de sa maison. Malgré tout, Chase continua à clamer son innocence. « Tout ce que j’ai fait c’est tuer quelques chiens ». Chase dit qu’il voulait plaider coupable pour cruauté envers des animaux. La police trouva sur place d’autres preuves qui permirent de préparer son procès. En 1979, le procès de Chase, pour six meurtres, commença. Afin d’éviter la peine de mort, la défense plaida coupable pour meurtre sans préméditation, ce qui devait conduire à une peine de prison à vie. Cette défense reposait sur la maladie mentale de Chase, le manque de planification des crimes, ce qui constitue une preuve de la non-préméditation. Le 8 mai, le jury déclara Chase coupable de six meurtres avec préméditation lors d’un procès très médiatisé. Chase fut condamné à mort par chambre à gaz. Ils rejetèrent l’argument disant qu’il n’était pas coupable à cause de sa folie. Les compagnons de détention de Chase, dont plusieurs membres de gang, sachant qu’il avait d’étranges comportements et connaissant sa nature criminelle lui firent peur et, selon les officiels de la prison, le poussaient régulièrement au suicide.
Chase accorda une série d’interviews à Robert Ressler, durant lesquels il lui confia ses peurs au sujet des nazis et des ovnis, disant qu’il était obligé de tuer pour survivre et que n’importe qui aurait fait de même. Il demanda à Ressler qu’il lui donne accès à un radar afin qu’ils puisse intercepter les ovnis des nazis, voulant qu’il les arrête et les inculpe des meurtres. Il lui remit une grosse quantité de macaronis au gratin qu’il avait amassés dans ses poches, croyant que les officiels de la prison travaillaient en collaboration avec les nazis et essayait de le tuer en empoisonnant sa nourriture. Les critiques dirent que Chase faisait cela pour s’attirer la sympathie du public afin que sa maladie mentale soit prise en compte lors du procès en appel et ainsi éviter la peine de mort. Le 26 décembre 1980, un garde retrouva Chase dans son lit ne respirant plus. L’autopsie conclut qu’il s’était suicidé en faisant une overdose d’antidépresseurs qu’il avait amassés pendant les semaines précédentes.

## Médias

### Cinéma et télévision
Le film Le Sang du châtiment, sorti en 1988, est librement inspiré des crimes de Chase.
Carey Burtt fit un court métrage avec des poupées Barbie, The Psychotic Odyssey of Richard Chase, rapportant la vie de ce dernier ; ce film n’est pas très différent de Superstar: The Karen Carpenter Story. En 2011, le réalisateur Tony E. Valenzuela fait un court-métrage intitulé The Vampire of Sacramento rapportant un des meurtres manqués de Chase.

### Littérature
Maurice G. Dantec s'est inspiré de Chase pour créer le tueur Andreas Schaltzmann (surnommé le vampire de Vitry) dans son roman Les Racines du mal, publié en 1995.
En septembre 2007, une bande dessinée intitulée Le vampire de Sacramento a été publiée chez Soleil Productions retraçant la vie de Chase racontée du point de vue de personnes l'ayant connu.